# Dramma giocoso
Dramma giocoso [drama džokózo] nebo dramma giocoso per musica, v překladu (hudební) veselohra, je jedno z mnohých označení žánru komické opery používaných v polovině 18. století.[zdroj?]
Tento termín byl zřejmě poprvé použit v roce 1748 italský dramatikem a libretistou Carlem Goldonim.[zdroj?] Charakteristickým prvkem žánru dramma giocoso jsou široce vystavěné komické scény na koncích jednotlivých dějství. Goldoniho libreta se skládala obvykle ze dvou rozsáhlejších dějství s velkými finále a kratšího dějství třetího. Dalším typickým rysem tohoto žánru je také dramatický personál – šlechtici, měšťané, milovníci, sluhové a služky apod. Role na pomezí vážného a komického výrazu se nazývaly parti di mezzo carattere. 
Goldoniho libreta zhudebnili např. Baldassare Galuppi, Niccolò Piccinni, či Joseph Haydn. Nejznámějšími a dodnes uváděnými operami koncipovanými v duchu tohoto žánru jsou díla Wolfganga Amadea Mozarta La finta semplice, La finta giardiniera, Figarova svatba (ta je označena jako commedia per musica), Don Giovanni a Così fan tutte.